# Hustler Video

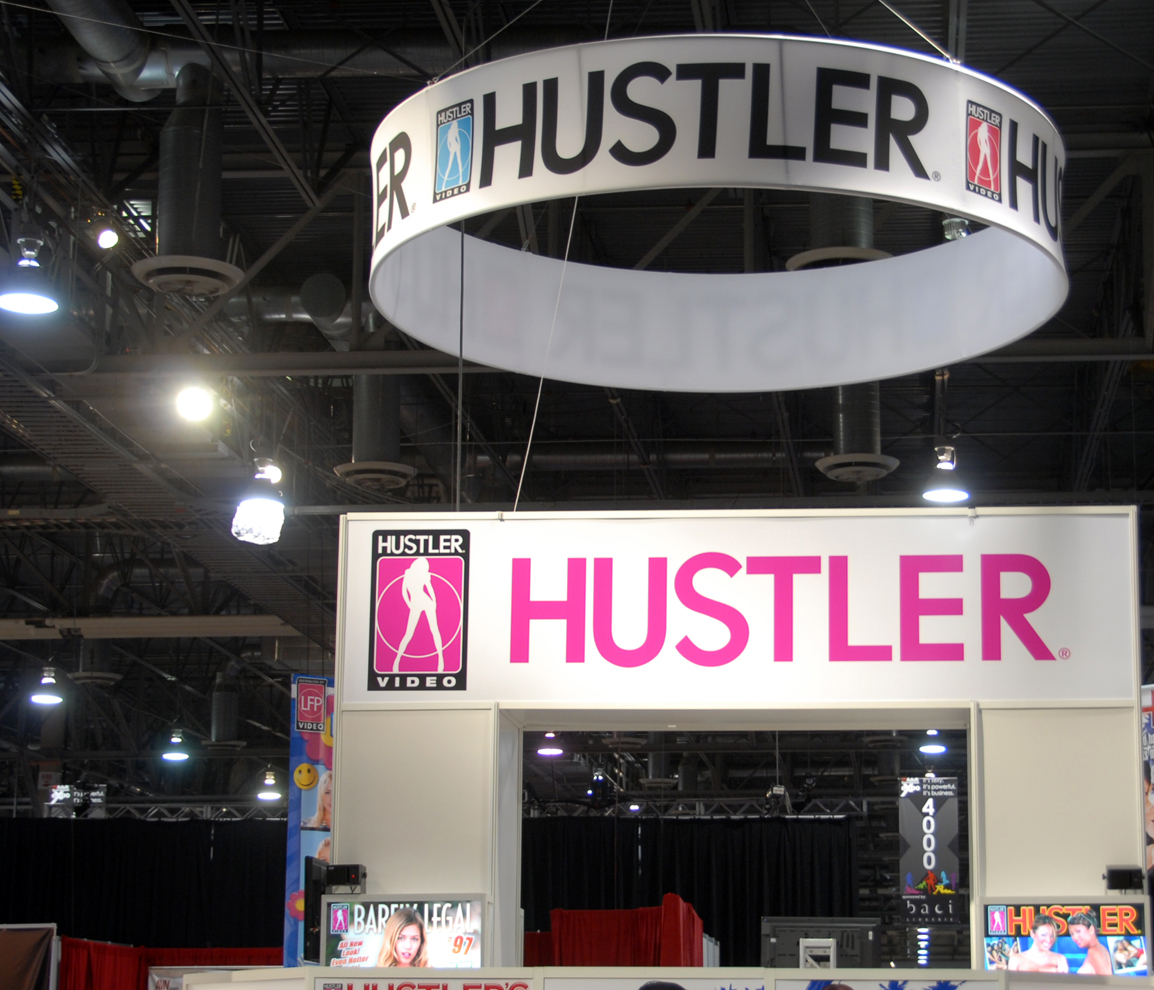
Hustler Stand en la AVN Adult Entertainment Expo en el Sands Convention Center, Las Vegas, Nevada, en 7 de enero de 2010

Hustler Video es un estudio de cine pornográfico estadounidense. Es propiedad de Larry Flynt y es parte de la gama de empresas Hustler, que incluye la revista Hustler, the Hustler Casino y los puntos de venta Hustler Hollywood. En el año 2003 Hustler Video compró VCA Imágenes, que mantiene una identidad separada dentro del conglomerado LFP.
Hustler Video es conocido por sus parodias de películas comerciales, y de celebridades como Paris Hilton, David Hasselhoff o Lindsay Lohan y programas de TV como "Happy Days", "Star Trek" y "Glee". 
En 2008 en respuesta a la selección del candidato presidencial Republicano John McCain, de su compañera de fórmula, la gobernadora de Alaska Sarah Palin, Hustler coloco un anuncio en Craigslist, buscando un  "doppelgänger" (es decir, una doble) de Sarah Palin dispuesta a protagonizar una película pornográfica. La película, Who's Nailin' Paylin, fue lanzada el 4 de noviembre de 2008, finalmente, protagonizada por Lisa Ann.

## Premios
La siguiente es una selección de algunos de los principales premios pornografícos que el estudio ha ganado.
- 2002 AVN Award - 'Best All-Sex DVD' for Porno Vision[4]
- 2002 AVN Award - 'Best All-Sex Film' for Porno Vision[4]
- 2002 AVN Award - 'Top Selling Release of the Year' for Snoop Dogg's Doggystyle[4]
- 2003 AVN Award - 'Best Ethnic-Themed Release' for Liquid City[4]
- 2003 AVN Award - 'Best Art Direction - Film' - Kris Kramski for America XXX[4]
- 2003 AVN Award - 'Best Vignette Series for Barely Legal[4]
- 2004 AVN Award - 'Best Vignette Series for Barely Legal[4]
- 2004 AVN Award - 'Top Selling Release of the Year' for Snoop Dogg's Hustlaz: Diary of a Pimp[4]
- 2004 AVN Award - 'Best Ethnic-Themed Release - Black' for Snoop Dogg's Hustlaz: Diary of a Pimp[4]
- 2005 AVN Award - 'Best Amateur Release' for Adventure Sex[4]
- 2005 AVN Award - 'Best All-Sex Release' for Stuntgirl[4]
- 2006 AVN Award - 'Best All-Sex Release' for Squealer[4]
- 2007 AVN Award - 'Best Pro-Am or Amateur Series' for Beaver Hunt[4]
- 2008 AVN Award - 'Best Interactive DVD' for InTERActive[5]
- 2008 AVN Award - 'Best Vignette Series for Barely Legal School Girls[5]
- 2009 AVN Award - 'Best Specialty Series - Other Genre' for Taboo[6]
- 2009 AVN Award - 'Clever Title of the Year' for Strollin in the Colon[6]
- 2010 XBIZ Award - 'Parody Release of the Year' for Not the Bradys XXX: Marcia[7]
- 2011 XBIZ Award - 'Best Art Direction' for This Ain't Avatar XXX 3D[7]
- 2011 XBIZ Award - 'Marketing Campaign of the Year' for This Ain't Avatar XXX[7]
- 2012 XBIZ Award - 'Parody Studio of the Year'[8]
- 2013 XBIZ Award Nominee - 'Studio of the Year',  'Parody Release of the Year-Comedy' for This Ain't Nurse Jackie XXX; Additional nominations include: 'Vignette Release of the Year' for Barely Legal 124 and 'Vignette Series of the Year' for Barely Legal and 'All-Girl Series of the Year' for My First Lesbian Experience[9]
- 2014 AVN Award — Best Retail Chain – Large[10]
- 2014 XBIZ Award - 'Vignette Release of the Year' for Busty Beauties Car Wash[11]

## Cuestiones Legales
En 2011, Hustler Video fue multado con la suma de $14,175 por la seguridad de los trabajadores en tres reclamaciones separadas: la falta de dispositivos de protección para los trabajadores, el fracaso para mantener las políticas la salud y el fracaso para proporcionar vacunas a los trabajadores.